# María Cambrils
María Cambrils Sendra (Valencia (El Cabañal), 1878 - Pego, 22 de diciembre de 1939) fue una escritora y feminista española. Era autodidacta y llegó a formar parte de la élite intelectual obrera como articulista y conferenciante. Publicó numerosos artículos en la prensa obrera, especialmente El Socialista. Es autora del libro Feminismo socialista (1925) un referente sobre los derechos de las mujeres y la acción feminista y socialista.

## Biografía
Era hija de obrero y madre analfabeta emigrados desde Pego (Alicante) a Valencia donde vivió la mayor parte de su vida. Se casó probablemente muy joven con José Martínez Dols. A la muerte de este la investigación sobre su vida indica que residió en un convento sin identificar y que incluso pudo haber sido monja durante una temporada tras enviudar. En sus escritos recuerda su "vida conventual" y demuestra el manejo de textos religiosos con solvencia, sin embargo no se han localizado datos precisos. Tampoco se conocen detalles de cómo se produjo el giro de su vida cuando desde la década de los años diez conoció al que fue su compañero José Alarcón Herrero, antiguo líder anarquista nacido en Jumilla y miembro del Partido Socialista Obrero Español (PSOE) como ella.
En sus escritos sí explica que fueron las lecturas y charlas con una vecina en Valencia las que le abrieron los ojos hacia la doctrina de la redención proletaria y el papel que las mujeres habían de tener en ella.
Entre 1924 y 1933 escribió centenares de artículos en la prensa obrera, principalmente en El Socialista, medio en el que prácticamente fue la única mujer que colaboraba con asiduidad, publicando sus artículos junto a las firmas del propio fundador Pablo Iglesias Julián Besteiro, Andrés Saborit, Indalecio Prieto o Largo Caballero.
También colaboró con El Pueblo, El obrero de Elche, Revista Popular, El Obrero Balear, El Popular, Mundo Obrero y La Voz del Trabajo. 
Con frecuencia sus textos giraban en torno a la situación de las mujeres y la necesidad de la acción feminista, también dentro de su partido, a cuyos militantes reprochaba a menudo no ser lo suficientemente activos por la liberación de sus compañeras. 
En 1925 publicó en Valencia el libro Feminismo Socialista, prologado por Clara Campoamor, texto con gran repercusión que historiadoras consideran fundamental en la evolución del feminismo de izquierdas, y una de las primeras obras publicadas en castellano sobre la íntima relación entre ambos conceptos, donde trata de un feminismo de clase comprometido con la época de la España del primer tercio del siglo XX. Una modesta edición sufragada por ella misma, dedicada a Pablo Iglesias, a quien se refería como “venerable maestro”, y cuya recaudación destinaba a la imprenta propia de El Socialista. "Todo hombre que adquiera y lea este libro deberá facilitar su lectura a las mujeres de su familia y de sus amistades, pues con ello contribuirá a la difusión de los principios que conviene conozca la mujer en bien de las libertades ciudadanas" se apuntaba en la introducción.
En 1926 publica en la "Revista Popular" una serie de artículos con la denominación de "Literatas del Siglo XIX", una especie de enciclopedia donde se reseñan pequeñas biografías.
El libro fue reeditado en 1992 por la Asociación Clara Campoamor, de Bilbao.
En 1933, por razones de salud se trasladó con José Alarcón a Pego, donde este fue concejal y secretario general de la Agrupación Socialista; directivo de la UGT y miembro de la Junta de Administración de la Casa del Pueblo desde 1933 a 1939. Al finalizar la guerra civil, y pese a que se reconoció que no tenía atribuidos delitos de sangre, Alarcón fue condenado a muerte y fusilado en Alicante junto a Aquilino Barrachina (que había sido alcalde) y otros socialistas de Pego el 11 de abril de 1940. María Cambrils atendida por sus sobrinas durante una enfermedad mientras Alarcón estaba en la cárcel, falleció el 22 de diciembre de 1939. Fue sepultada en una fosa sin nombre y sin lápida.

### Estudio sobre su obra
En abril de 2015 la Universidad de Valencia publicó una monografía titulada María Cambrils, el despertar del feminismo socialista, en la que se recoge su biografía, su libro Feminismo Socialista y más de un centenar de artículos publicados entre 1924 y 1933 en El Socialista, El Obrero Balear, El Pueblo, Revista Popular... El trabajo fue realizado por la periodista Rosa Solbes, la historiadora Ana Aguado y el archivero Joan Miguel Almela con prólogo es de Carmen Alborch.

### Feminismo socialista
María Cambrils representó un punto de inflexión clave en la formulación de los planteamientos igualitarios y feministas en el seno del socialismo del primer tercio del siglo XX en España, según investigadores de la Universidad de Valencia que en 2015 recuperó en el libro María Cambrils, el despertar del feminismo socialista su trabajo y su biografía.
Inspirada por August Bebel Cambrils escribió: "las mujeres obreras no podemos olvidar que la única fuerza política de solvencia moral francamente defensora del feminismo es el socialismo" y definió su obra como "alegato contra la injusticia, la opresión, el matrimonio indisoluble y las violencias con las afecciones del corazón.
En sus textos defiende la imprescindible vinculación del socialismo con el feminismo y cuestiona el papel de la iglesia una institución que, considera, nada conserva del espíritu compasivo del defensor de los más débiles. Son también temas habituales el voto femenino, la enseñanza, la maternidad, la investigación de la paternidad, el feudalismo agrícola, el antifeminismo disfrazado, el divorcio, los avances y los problemas de las mujeres en otros lugares del mundo y la organización femenina. También se enfrenta a la misoginia obrera, reprocha el que muchos de sus compañeros no se hayan preocupado por la igualdad y la formación de sus parejas e hijas y denuncia el que no luchen por el sufragio. "La mujer moderna -escribe- aspira a coparticipar del derecho, no a imponerse, como sostienen caprichosamente los enemigos del feminismo. No queremos piedad sino justicia".

## Reconocimientos
Al inicio de la transición española, en 1976 un grupo de economistas socialistas en Valencia del que formaban parte entre otros Ernest Lluch y Dolors Bramon adoptó el nombre de María Cambrils. Escribieron varios artículos en el semanario Dos y Dos sobre la mujer en el contexto económico de la época y la necesaria simultaneidad del feminismo y el socialismo.
En Bilbao el Centro de Información, Infancia, Juventud y la Mujer de Euskadi lleva su nombre.
La exposición "100 mujeres españolas que abrieron el camino a la igualdad" organizada por el Instituto de la Mujer de España le dedicó una referencia en la que apenas había información más allá de la portada de su libro.
En enero de 2016 el Consejo por la mujer y por la igualdad del Ayuntamiento de Valencia incluyó el nombre de María Cambrils en el listado de nombres para incorporar a las calles de la ciudad recuperando la historia de las mujeres.
La localidad valenciana de Pego (de donde procede su familia) le ha dedicado una plaza, y en Pincanya, cerca de Valencia, lleva su nombre una pasalera.
En 2019 se ha puesto su nombre a la Fundación creada por el Partit Socialista del País Valencià (PSPV-PSOE) y a los premios a la igualdad que otorga cada 8 de marzo la UGT del País Valencià.

## Obra
- Feminismo Socialista, Valencia, Tipografía Las Artes, 1925. Prólogo de Clara Campoamor.
- Colaboraciones y artículos en El Socialista (1924-1933).